# Ласло Секей
Ласло Секей (угор. László Székely, 1910, Будапешт — 27 листопада 1969, Робекко-Павезе) — угорський футбольний тренер.
Він пропрацював велику частину своєї тренерської кар'єри в Туреччині і, завдяки його досягненням, є одним з найвидатніших тренерів у турецькому футболі взагалі і для «Фенербахче» зокрема. З цим клубом він був двічі чемпіоном Стамбулу і виграв національний чемпіонат у 1961 році. Крім того недовго керував і національною збірною країни. На завершенні кар'єри тренував в Італії, де і загинув в результаті ДТП.

## Кар'єра тренера
Народився в Будапешті в родині угорського політика і дипломата. У віці 15 років він став гравцем клубу «Орадя» з однойменного прикордонного міста в Румунії. Потім він повернувся в 1929 році на батьківщину і почав свою військову службу. У зв'язку з початком Другої світової війни його військова служба продовжилася до 1941 року. Після звільнення з військової служби він почав грати за МТК (Будапешт), де виступав протягом наступних п'яти років і закінчив ігрову кар'єру влітку 1946 року.
Розпочав свою тренерську кар'єру у австрійському клубі «Хакоах» (Відень). Потім він переїхав в Італію і працював з «Лечче» як головний тренер, після чого тренував бразильські клуби «Жувентус Сан-Паулу» і «Флуміненсе», а також працював з молодіжною збірною Угорщини.
У сезоні 1949/50 Ласло знову почав працювати в Італії і керував «Вероною», а в кінці 1959 року недовго тренував збірну Ізраїлю, якою керував у двох товариських матчах.
З весни 1952 року він почав працювати в Туреччині, осівши у Стамбулі. На той момент в Туреччині не було загальнонаціональної футбольної ліги. Натомість у великих містах, таких як Стамбул, Анкара та Ізмір, існували окремі регіональні ліги, серед яких найбільш престижна була саме Стамбульська професійна ліга. У сезоні 1952 року з «Фенербахче» Секей закінчив на 3 місці в таблиці, а у наступному сезоні 1952/53 клуб під керівництвом угорця виграв турнір. Після цього успіху Секей зажадав від представників «Фенербахче» нового сезону з набагато більшою зарплатою, але керівництво клубу ухвалило рішення відмовитись від послух Ласло.
Сезон 1953/54 Секей мав розпочати зі стамбульським клубом «Емнієт». Через кілька днів після цієї угоди «Галатасарай» зробив пропозицію угорцю і той, незважаючи на обіцянку «Емнієту», погодився тренувати «червоно-жовтих». Втім тут він працював тільки три місяці і покинув клуб після того, як він мав кілька суперечок з клубними чиновниками.
1954 року вирушив до Бразилії, де тренував місцевий «Греміо», але потім повернувся до Туреччини, де перед сезоном 1956/57 вдруге очолив «Фенербахче» і вдруге став з командою чемпіоном Стамбулу, на цей раз обійшовши свій колишній клуб «Галатасарай» лише за кращою різницею м'ячів.
1957 року Секей називався пресою як новий головний тренер збірної Туреччини, яку він офіційно очолив у березні і працював до кінця року, здобувши за цей час дві перемоги, одну нічию і зазнавши однієї поразки . Покинувши посаду він очолив «Адалет», але не закінчивши і перший сезон 1957/58 у лютому 1958 року очолив аутсайдера ліги «Емнієт», втім не зумів покращити ситуацію, і, зайнявши останнє місце, клуб вилетів з чемпіонату, а Ласло покинув команду. Через кілька днів після цього угорець був представлений новим тренером клубу «Вефа», але вже наприкінці листопада 1958 року він був звільнений з посади. У грудні того ж року він прийняв стамбульський «Бейкозспор», однак пішов у відставку через кілька днів.
У липні 1959 року він був представлений новим головним тренером стамбульського клубу «Карагюмрюк». На початку того року у країні нарешті була створена загальнонаціональна Міллі-Ліга, перший розіграш якої проходив з лютого 1959 по червень 1959 року. Секей зайняв з командою 5-те місце у своїй групі, а на початку сезону 1959/60 він пропустив через хворобу своєї доньки кілька тренувальних занять своєї команди. Коли офіційні особи клубу виявили, що Секей насправді замість догляду за донькою підпрацьовує менеджером у нічному клубі, вони розірвали контракт з угорцем у вересні 1959 року.
По ходу того ж сезону Ласло втретє очолив «Фенербахче», замінивши співвітчизника Ігнаца Мольнара. З командою він став віце-чемпіоном Туреччини, закінчивши сезон позаду заклятого суперника «Бешикташа», а вже наступного сезону 1960/61 команда Секея таки виграла титул національного чемпіона. Після тріумфу угорець залишався головним тренером у «Фенербахче» до наступної зимової перерви, але в січні 1962 року його замінив Недждет Ердем.
Після цього Ласло поїхав до Італії, де очолив «Венецію», а в 1963 році прийняв пропозицію попрацювати у клубі «Палермо» з Серії Б, залишивши клуб зі столиці Сицилії 1965 року. У 1965—1967 роках він керував «Алессандрією», а в сезоні 1967/68 тренував «Модену», обидва клуби також грали у другому за престижністю дивізіоні Італії.
У 1969 році він був призначений головним тренером «Альбенги», але вже 27 листопада 1969 року потрапив у автомобільну аварію на трасі Вогера—П'яченца біля містечка Робекко-Павезе і помер в результаті травм у віці 59 років. У нього залишилась дружина і двоє дітей.

## Титули і досягнення
- Чемпіон Туреччини (1):

«Фенербахче»: 1960/61
- Чемпіон Стамбулу (2):

«Фенербахче»: 1952/53, 1956/57